# هنری لوید-هیوز
هنری لوید-هیوز (به انگلیسی: Henry Lloyd-Hughes) (زاده ۱۹۸۶)، بازیگر انگلیسی است.
از فیلم‌های معروف او می‌توان به بازی در فیلم آنا کارنینا اشاره کرد.